# パンリアル美術協会
パンリアル美術協会（パンリアルびじゅつきょうかい）は、戦後の関西において、日本画の革新を目指して1949年に結成された前衛美術グループである。
創立会員は三上誠、山崎隆、星野眞吾、不動茂弥、田中進、佐藤勝彦、大野秀隆（俶嵩）、下村良之介、松井章、小郷良一、鈴木吉雄の11名。京都市立絵画（美術）専門学校（現・京都市立芸術大学）卒業生らが中心となって発足した。後年、湯田寛、野村耕らも加入。
約70年にわたり通算77回の展覧会を開催し、2020年3月をもって解散した。

## 沿革
1948年3月、戦中の革新的な美術団体「歴程美術協会」に参加していた山崎隆と八木一夫に加え、三上誠、星野真吾、不動茂弥、田中進（竜児）、青山政吉、鈴木治の8名によって「パンリアル」が結成される。日本画、洋画、陶芸とジャンルを問わない総合的集団として発足したものの、結成間もない1948年7月、会員のうち陶芸家の鈴木と八木は新たに「走泥社」を結成してパンリアルを脱退。残った会員はジャンルを日本画に限定し、1949年「パンリアル美術協会」という新たな名称で活動を始めた。
パンリアルの「パン」は「汎」を表し、「リアル」は「リアリズム」の意である。これは狭義のリアリズムを意味するものではなく、現実社会を表現するためであれば抽象的な表現をも含む、広がりを持った言葉として三上が命名した。
第1回パンリアル展（藤井大丸・京都、1949年）で発表された「パンリアル宣言」によれば、同協会の理念は次のとおり。
- 因習にとらわれた日本画壇の打破。
- 広く科学的、文化的、世界的視野に立っての旧来絵画の批判・検討。
- 生活感情の激しい内燃からの科学的実験的方法による絵画におけるリアリティの徹底的追究。
- モティーフ、材質技法の両面に於ける膠彩芸術（＝日本画）の可能性拡大。

星野眞吾は厚紙や和紙のコラージュ、後に人拓画をとりいれた作品を発表。三上誠は段ボールや輪切り状の木片を画面に定着させる試みの後、人体の内臓器官をモティーフに人体曼荼羅を制作。大野俶嵩はドンゴロス（麻布）を色面に貼り付けた作品を制作。下村良之介は紙粘土を用いて鳥類の壮大なモニュメントを手掛ける。山崎隆は実物の木目から文様を写し取るという技法を用いた。不動茂弥は古い浄瑠璃本を画面にコラージュして文字による曼荼羅を形成。野村耕は当初、配管などを直に画面に取り付けていたが、後に新聞を印刷する紙版を用いて作品を制作するようになる。
同会は1950年代後半から1960年代中頃にかけて最も意気盛んに問題作を世に投じたが、まもなく松井章が会を離脱。1958年に大野と山崎が、1965年には野村が会を離れる。1972年、協会の精神的支柱であった三上が結核により死去。1974年不動が、1977年星野が退会。最後まで創立会員として協会に留まり出品を続けた下村も1998年に死去した。